# مولباخ
مولباخ (به آلمانی: Mülbach) یک شهر در آلمان است که در بیتبورگ-پروم واقع شده‌است.